# Euriphene candida
Euriphene candida är en fjärilsart som beskrevs av Jean-Baptiste Capronnier 1889. Euriphene candida ingår i släktet Euriphene och familjen praktfjärilar. Inga underarter finns listade i Catalogue of Life.